# Chen Yi-tung
Chen Yi-tung (chinesisch 陳奕通, Pinyin Chén Yì-tōng; * 27. Juni 2003 in Taipeh) ist ein taiwanischer Florettfechter. Mit seiner Qualifikation für die Olympischen Sommerspiele 2024 in Paris wurde er der erste taiwanische Fechter seit 1988, der sich für die Olympischen Spiele qualifizierte.

## Karriere
Chen Yi-tung begann in der dritten Klasse zu fechten, nachdem er den Sport in einem Sommercamp ausprobiert hatte. Schon mit 13 Jahren qualifizierte er sich für die Nationalmannschaft.
Bei den Olympischen Jugend-Sommerspielen 2018 in Buenos Aires holte er im Mixed Team eine Silbermedaille und wurde Sechster bei den Einzelkämpfen. Bei den Asienspielen 2018 in Jakarta erreichte er im Team den 6. Platz.
2024 qualifizierte sich Chen für die Olympischen Spiele in Paris. Dort besiegte er zunächst den Libanesen Philippe Wakim mit 15:13, unterlag aber anschließend dem Franzosen Enzo Lefort mit 12:15 und schied aus.

## Persönliches Leben
Neben dem Sport studiert er Grafikdesign am Savannah College of Art and Design.